# George Enacovici
George Enacovici (* 22. April 1891 in Focșani, Rumänien; † 26. Januar 1965 in Bukarest) war ein rumänischer Violinist, Komponist und Musikpädagoge, der von 1891 bis 1965 lebte. Seine musikalische Ausbildung und Karriere spannten sich über mehrere Jahrzehnte, wobei er sowohl in Rumänien als auch in Frankreich studierte und später als einflussreicher Lehrer und Komponist in seiner Heimat wirkte.

## Ausbildung und musikalische Prägung
George Enacovici erhielt seine musikalische Ausbildung zunächst am Konservatorium in Bukarest von 1905 bis 1912, wo er von Dumitru Georgescu Kiriac und Dimitrie Castaldi unterrichtet wurde. Um seine Kenntnisse zu vertiefen, setzte er seine Studien von 1914 bis 1918 an der Schola Cantorum in Paris fort. Dort erhielt er Kompositionsunterricht bei Vincent d’Indy und vervollkommnete seine Fähigkeiten als Violinist unter der Anleitung von Armand Parent.
Die Ausbildung an der Schola Cantorum, die für ihren konservativen Ansatz in der Musikausbildung bekannt war, prägte Enacovicis musikalischen Stil nachhaltig. Diese Erfahrungen legten den Grundstein für seine spätere Synthese aus rumänischer musikalischer Tradition und westeuropäischen kompositorischen Techniken.

## Karriere als Musiker und Pädagoge
Nach seiner Rückkehr aus Paris nach Rumänien begann Enacovici 1919 seine langjährige Lehrtätigkeit am Konservatorium von Bukarest, die er bis 1954 ausübte. In dieser Position prägte er mehrere Generationen rumänischer Violinisten und trug maßgeblich zur Entwicklung der rumänischen Violinschule bei.
Als Pädagoge legte Enacovici großen Wert auf eine solide technische Ausbildung seiner Schüler, kombiniert mit der Vermittlung musikalischer Ausdrucksfähigkeit. Seine Lehrmethoden basierten auf einer gründlichen Kenntnis der Violintechnik und der Musiktheorie. Er war bekannt dafür, seine Schüler individuell zu fördern und ihre persönlichen Stärken zu entwickeln.
Parallel zu seiner pädagogischen Tätigkeit war Enacovici auch als ausübender Musiker aktiv. Von 1920 bis 1921 hatte er die Position des Konzertmeisters beim Bukarester Philharmonischen Orchester inne und von 1928 bis 1933 beim Bukarester Rundfunkorchester.
Enacovicis kompositorisches Schaffen umfasst ein breites Spektrum an Werken, darunter Orchesterwerke, Kammermusik und Solostücke. Besonders hervorzuheben sind seine Sinfonia (1954) und sein Concerto per violino (1956), die zu seinen späteren Werken zählen. In seinen Kompositionen verband Enacovici oft Elemente der rumänischen Volksmusik mit klassischen Formen, wie beispielsweise in seiner Suite in stile rumeno für Orchester aus dem Jahr 1928.
Enacovicis Beitrag zur rumänischen Musikkultur erstreckte sich über mehrere Jahrzehnte. Durch seine Tätigkeit als Lehrer am Bukarester Konservatorium hatte er einen prägenden Einfluss auf die Entwicklung der Violinausbildung in Rumänien. Seine eigenen Kompositionen, die oft rumänische Volksmusikelemente integrierten, trugen zur Bereicherung des nationalen Repertoires bei.
Neben seiner Lehrtätigkeit und seinem kompositorischen Schaffen engagierte sich Enacovici auch in der Förderung der rumänischen Musikkultur. Er war aktiv an der Organisation von Konzerten und Musikfestivals beteiligt und setzte sich für die Aufführung zeitgenössischer rumänischer Werke ein.